# 新钢集团
新余钢铁集团有限公司（简称新钢集团、新钢）是中国一家国有大型钢铁联合企业，总部位于江西省新余市。其前身可追溯到1958年7月16日成立的新余钢铁公司，1963年4月更名为新余钢铁厂，1986年创建了新华金属制品有限公司，1991年与江西钢厂（1965年由上海冶金局在良山镇包建）、铁坑铁矿合并，2007年9月公司整体上市。2008年3月，公司直接归属于江西省人民政府管理，同年6月19日成立博士后工作站。2022年4月23日，江西国控向中国宝武无偿划转其持有的新钢集团51%股权。
公司下设新钢技术中心（2000年成立），现有1个试验基地，16个支撑机构。

## 产品
- 中厚板
- 热轧卷板
- 冷轧薄板、钢带
- 线材、螺纹钢筋、球扁钢
- 钢管、钢丝、钢绞线
- 化工副产品等